# Карл Эдуард (герцог Саксен-Кобург-Готский)
Карл Эдуард, полное имя Леопольд Чарльз Эдвард Джордж Альберт (англ. Leopold Charles Edward George Albert, нем. Carl Eduard; 19 июля 1884, Клермон-хаус, Суррей — 6 марта 1954, Кобург, ФРГ) — 2-й герцог Олбани, 2-й граф Кларенс и 2-й барон Арклоу в 1884—1919 годах, последний герцог Саксен-Кобург-Готский, правивший с 30 июля 1900 по 14 ноября 1918 года, прусский генерал кавалерии (24 декабря 1914). До 1919 года был также принцем Великобритании, но был лишён всех британских титулов за участие в Первой мировой войне на стороне Германии.

## Происхождение
Внук британской королевы Виктории, единственный сын её четвёртого, самого младшего сына Леопольда, герцога Олбани, и принцессы Елены Вальдек-Пирмонтской. Принц Леопольд, страдавший гемофилией, умер 28 марта 1884 года, почти за четыре месяца до рождения Карла (Чарльза) Эдуарда. Таким образом, титул герцога Олбани принц Чарльз получил с момента рождения.

## Правление

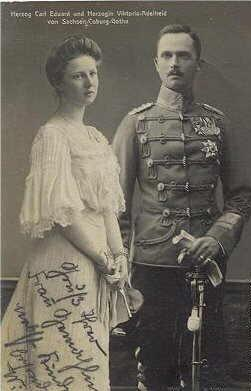
Карл Эдуард и Виктория Аделаида

В 1900 году, после смерти второго сына Виктории герцога Альфреда и отказа её третьего сына Артура Коннаутского от прав на герцогство, шестнадцатилетний Карл Эдуард вступил на престол. В течение следующих пяти лет он правил при регентстве мужа своей двоюродной сестры Александры — наследного принца Гогенлоэ-Лангенбургского — и под строгим контролем кайзера Вильгельма II. После достижения совершеннолетия 19 июля 1905 года Карл Эдуард принял все конституционные полномочия главы Саксен-Кобург-Готского государства.
В Первой мировой войне после некоторых колебаний поддержал Германию, и в 1915 году его двоюродный брат король Великобритании Георг V исключил его из кавалеров ордена Подвязки, рыцарем которого он был с 1902 года. В 1917 году британский парламент издал акт, по которому все сражающиеся против короля и против его союзников лишались своих титулов и званий. В 1919 году, в соответствии с актом парламента, Тайный совет Великобритании лишил Карла Эдуарда титулов герцога Олбани, графа Кларенса и барона Арклоу. Герцог и его потомки также потеряли право на титулы принца и принцессы Великобритании.

## В нацистской Германии

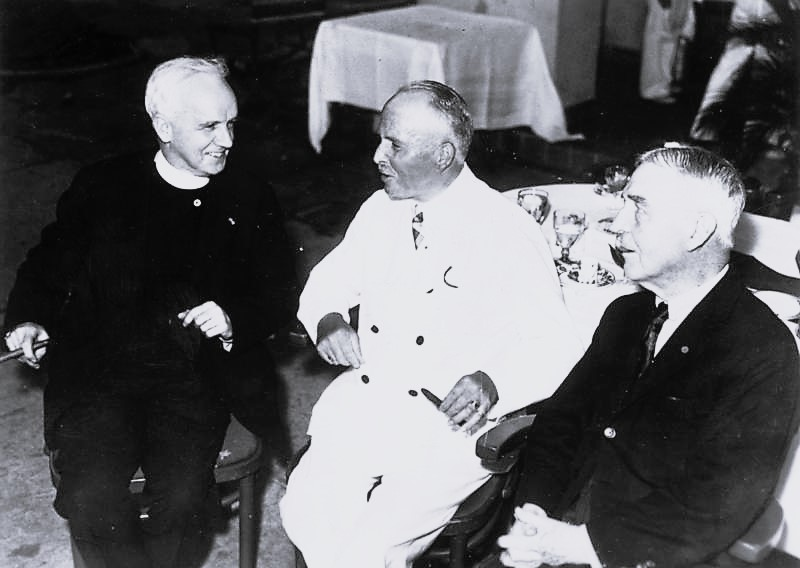
Встреча руководителей Красного Креста в Гонолулу, перед проведением Международного конгресса Красного Креста в Токио. Делегат Джорджтаунского университета Вильям Колеман Невиллс, президент Немецкого Красного Креста Карл Эдуард, герцог Саксен-Кобург-Готский, глава американского Красного Креста Джон Бартон Пэйн, 1934

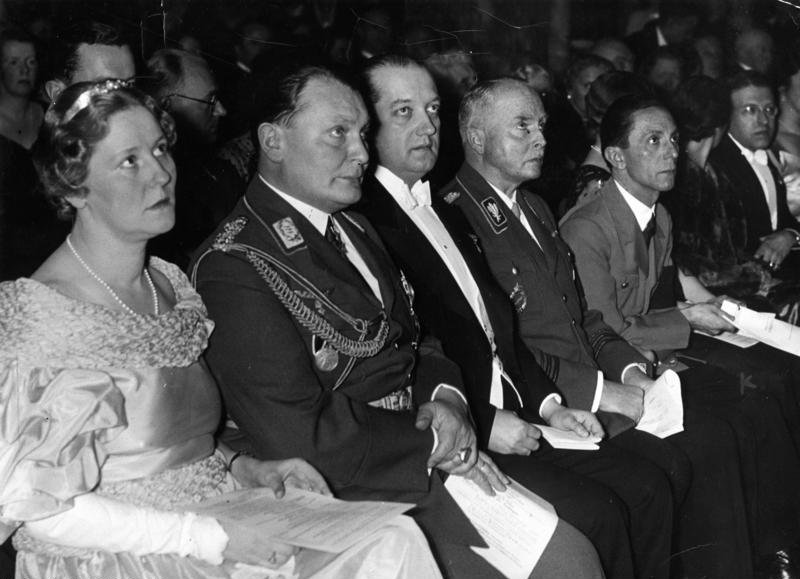
Эмми Зоннеманн, Герман Геринг, Йозеф Липски, Карл Эдуард, герцог Саксен-Кобург-Готский и Йозеф Геббельс на открытии Немецко-польского института. Февраль 1935 года

С 1923 г. был членом Союза «Викинг», который в 1925 г. вошёл в состав организации «Стальной шлем». С 1933 года — имперский уполномоченный по вопросам транспортной службы. Поскольку «Стальной шлем» был включён в состав СА, Карл Эдуард получил право ношения знака «Подпольный фронт», который вручали членам СА в период запрета организации властями Веймарской республики. Получил звание группенфюрера СА, а также стал обергруппенфюрером НСКК. Являлся Почётным руководителем группы СА «Тюрингия». Его не затронула «ночь длинных ножей», так как бывшие члены «Стального шлема» в руководстве СА имели тесные связи с СС и враждовали со ставленниками Эрнста Рёма.
С 1933 года по 1945 год — имперский комиссар добровольной медицинской службы и президент германского Красного Креста. Как президент германского Красного Креста оказался участником политики Адольфа Гитлера, в частности, он знал о программе Т-4, по которой было убито около ста тысяч человек.
В 1935 году вступил в нацистскую партию.
С 1936 года — президент Объединения германских фронтовиков. С 1937 по 1945 год — депутат Рейхстага. Занимал высокие посты в ряде германских фирм, в том числе, был членом Наблюдательного совета «Deutsche Bank».
После окончания Второй мировой войны американское военное правительство Баварии поместило его под домашний арест, а позже в тюрьму, по обвинению в связях с нацистами. В 1946 году он был осуждён судом. По состоянию здоровья был выпущен из тюрьмы. Последние годы бывший герцог провёл в уединении. В 1953 году смотрел в кинотеатре коронацию Елизаветы II. Умер старший из двух оставшихся внуков королевы Виктории в 1954 году.

## Семья
11 октября 1905 года в замке Глюксбург Карл Саксен-Кобург-Готский женился на племяннице Вильгельма принцессе Виктории Аделаиде Шлезвиг-Гольштейнской (31 декабря 1885 — 3 октября 1970), старшей дочери герцога Фридриха Фердинанда Шлезвиг-Гольштейн-Глюксбургского (1855—1934) и принцессы Каролины Матильды Августенбургской (1860—1932).
Герцог и герцогиня Саксен-Кобург-Готские имели пятерых детей:
- наследный принц Иоганн Леопольд (2 августа 1906 — 4 мая 1972)
- принцесса Сибилла (18 января 1908 — 28 ноября 1972), мать короля Швеции Карла XVI Густава
- принц Губерт (24 августа 1909 — 26 ноября 1943)
- принцесса Каролина Матильда (22 июня 1912 — 5 сентября 1983), первый брак (1931-1938) - с  Фридрихом Вольфгангом Отто, графом Кастель-Рюденхаузен, 3 детей; второй брак - с капитаном  Максом Шниррингом, 3 детей; третий брак (1946-1949) - с  Карлом Отто Андре, брак бездетный.
- принц Фридрих (29 ноября 1918 — 23 января 1998)

Карл Эдуард приходился дедом шведскому королю Карлу XVI Густаву по женской линии.

## В культуре
Документальный фильм
- «Любимый принц Гитлера» (англ. Hitler’s Favourite Royal), Великобритания, реж. Тильда Суинтон, студ. Monkey Kingdom Limited, 2007 год, 45 мин., премьера в Великобритании — 2 июня 2008 года на частном телеканале Channel 4. В России демонстрируется на кабельном канале Viasat History.